# Arcos de la Sierra
Arcos de la Sierra település Spanyolországban, Cuenca tartományban. Arcos de la Sierra Sotorribas, Castillejo-Sierra, Cuenca, Las Majadas, Portilla és Zarzuela községekkel határos. Lakosainak száma 86 fő (2024).

## Népesség
A település lakosságának változását az alábbi diagram mutatja:
| Lakosok száma | 120  | 111  | 105  | 106  | 105  | 94   | 82   | 83   | 73   | 86   |
|               | 2001 | 2004 | 2006 | 2009 | 2011 | 2014 | 2016 | 2019 | 2021 | 2024 |